# Valldellou / Baldellou
Valldellou / Baldellou är en ort i Spanien.   Den ligger i provinsen Provincia de Huesca och regionen Aragonien, i den nordöstra delen av landet, 400 km öster om huvudstaden Madrid. Valldellou / Baldellou ligger 468 meter över havet och antalet invånare är 126.
Terrängen runt Valldellou / Baldellou är kuperad. Runt Valldellou / Baldellou är det ganska tätbefolkat, med 80 invånare per kvadratkilometer. Närmaste större samhälle är Tamarit de Llitera / Tamarite de Litera, 11,6 km sydväst om Valldellou / Baldellou. Trakten runt Valldellou / Baldellou består till största delen av jordbruksmark.